# 차이메리카
차이메리카(영어: Chimerica)는 하버드 대학교의 니얼 퍼거슨 교수와 모리츠 슐라리크 교수가 중국과 미국 경제 관계를 설명하기 위해 만들어 낸 신조어다. (China + America = Chimerica)

## 기원
2006년 말 어느날, 니얼 퍼커슨 역사학 교수와 모르츠 슐라위크 경제학 교수는 중국의 절약과 미국의 과소비가 글로벌 경제 위기(2008년 - 2009년)를 야기시킨 것에 대해 논쟁을 벌였다.
퍼커슨 교수는 "치메리카를 세계 면적의 약 13%, 세계 인구의 4분의 1, 세계 GDP의 약 3분의 1을 장악하고 있을 뿐만아니라, 지난 6년간 세계 경제 성장률의 반이상을 주도한 하나의 경제주체"라고 정의한다. 만약 중국이 새로운 세력범위를 찾아떠난다면 차이메리카 시대는 종결될 수도 있다. 여기서 새로운 세력 범위란 상해협력기구(러시아도 상해협력기구의 회원국이다.)부터 자원이 풍부한 아프리카의 신생제국까지를 일컫는다.
"수년동안, 중국은 막대한 외환보유고를 축적했고, 이 돈으로 미국 국채를 사들여왔다. 중국은 약 8000억 달러 규모 미국 국채를 보유하고 있고, 만약 중국이 이것을 팔아 치우면 미국 달러와 국채시장은 마비된다. 미국과 중국은 서로를 묶는 패를 쥐고 있다."며 퍼거슨 교수는 중국제국의 부상을 다음과 같이 설명하고 있다. “500년 만에 서에서 동으로 경제 패권이 이동하고 있고, 2027년이 되면 중국의 GDP가 미국의 GDP와 거의 같은 수준이 될 것이며, 미국인들로써는 받아들이기 힘들겠지만 점점 대미 무역보다는 대중 무역이 중요시 될 것이다.".
치메리카라는 신조어는 2008년 출판된 퍼커슨 교수의 책 "돈의 힘(The Ascent of Money) - 금융의 역사"에 잘 묘사되어있다.

## 같이 보기
- 친디아
- G2